# 山県市役所
山県市役所（やまがたしやくしょ）は、地方公共団体である岐阜県山県市の組織が入る施設（役所）である。

## 概要
- 現在の庁舎は、1996年（平成8年）に高富町役場として建設されたものである。2003年（平成15年）4月1日、山県郡高富町、伊自良村、美山町が合併し、山県市が発足すると山県市役所となった。
- 伊自良地区には伊自良支所、美山地区には美山支所と西武芸出張所が設置されている。
- 伊自良支所は旧·伊自良村役場の建物が使用されていたが、2022年（令和4年）8月に伊自良コミュニティセンター（伊自良老人福祉センター・伊自良支所・伊自良中央公民館を統合した施設で、建物は伊自良老人福祉センターを改修したもの。）内に移転している[1]。
- 美山支所は旧·美山町役場の建物が使用されていたが、老朽化のため、美山山村開発センターとともに北部地域拠点整備事業により改築されることになった。2023年（令和5年）4月から美山支所は「山県市みやまジョイフル倶楽部」に一時移転[2]。美山支所跡地に2025年（令和7年）3月に「いわ桜コミュニティセンター」が完成し、同年4月に美山支所はいわ桜コミュニティセンター内に移転。

## 業務時間
- 月曜日から金曜日の8時30分から17時15分（土曜日・日曜日・祝日・年末年始を除く）

## 業務内容
- 4階
  - 議場
- 3階
  - 学校教育課
  - 生涯学習課
- 2階
  - 総務課
  - 企画財政課
  - 農林畜産課
  - 建設課
  - まちづくり・企業支援課
- 1階
  - 市民環境課
  - 福祉課
  - 会計課
  - 税務課
  - 水道課

## 支所
伊自良支所
- 岐阜県山県市大門850番地67　（伊自良コミュニティセンター内）

美山支所　
- 岐阜県山県市谷合1358番地1　（いわ桜コミュニティセンター内）
  - 建替のため、2023年（令和5年）4月から2025年（令和7年）3月まで「山県市みやまジョイフル倶楽部」（山県市笹賀197番地）に仮移転。

### 出張所
西武芸出張所
- 岐阜県山県市岩佐1177番地1　（美山中央公民館内）

美山支所跡地に2025年（令和7年）3月に「いわ桜コミュニティセンター」が完成し、同年4月に美山支所はいわ桜コミュニティセンター内に移転。

## 交通アクセス
- 岐阜バス岐阜高富線「山県市役所」バス停より徒歩すぐ。
  - 岐阜駅（JR岐阜駅バスターミナル）・名鉄岐阜駅（名鉄岐阜のりば）より【N75】「山県市役所」行き
- ハーバス大桑・伊自良線、岐大病院線「山県市役所」バス停より徒歩すぐ。